# Mimagyrta pulchella
Mimagyrta pulchella là một loài bướm đêm thuộc phân họ Arctiinae, họ Erebidae.